# Céleste Mogador
Élisabeth-Céleste Venard (Paris, 27 de dezembro de 1824 — Montmartre, 18 de fevereiro de 1909) foi uma dançarina e escritora francesa.